# Hot (Israel)
Hot ist ein Telekommunikations- und Kabelfernsehanbieter in Israel, gegründet am 18. August 2003. Hot ist eine 100-%-Tochter des niederländischen Internetanbieters Altice Europe.

## Hintergrund
Die Firma entstand durch den Zusammenschluss der drei nationalen Kabelanbieter Israels – Matav, Tevel und Golden Channels, welcher als direkte Reaktion zu der wachsenden Konkurrenz des lokalen Satellitenfernsehanbieters yes entstand.
Hot bietet rund 200 lokale und fremdsprachige Kanäle in seinem Digitalfernsehangebot. HOT bietet ebenfalls einige 'exklusive' Kanäle (nicht erhältlich bei der Konkurrenz Yes) an. Neben dem digitalen Fernsehen bietet HOT weiterhin analoges Fernsehen.
Kurz nach der Gründung begann HOT Festnetz- und Internetdienste anzubieten. HOT ist aber kein Internetdienstanbieter, sondern hat nur die Erlaubnis die letzte Meile anzubieten.

## Kontroverse Werbung
Im Februar 2012 sorgte ein Werbespot des Anbieters weltweit für Aufsehen. In dem Spot für einen Tablet-Computer mit dem Programmangebot von HOT sprengt eine Gruppe von Mossad-Agenten und verkleideten Frauen eine Atomanlage im Iran in die Luft. Der Iran protestierte gegen diesen Werbefilm.